# 大頭吻棘鰍
大頭吻棘鰍為輻鰭魚綱合鰓目刺鰍亞目刺鰍科的其中一種，分布於亞洲巴基斯坦、印度、孟加拉的淡水、半鹹水流域，體長可達18公分，棲息在河川、河口、氾濫平原、池塘溝渠，屬肉食性，可做為食用魚。